# May Whitty
Mary Louise Webster (19 de junio de 1865 – 29 de mayo de 1948), conocida profesionalmente como May Whitty y más tarde como Dama May Whitty, fue una actriz teatral y cinematográfica de nacionalidad británica.

## Biografía
Su verdadero nombre era Mary Louise Whitty, y nació en Liverpool, Inglaterra, siendo sus padres William Alfred Whitty (1837–1876) y Mary Louisa Ashton (1837–1894). 
Whitty hizo su primera actuación teatral en Liverpool en 1881, pasando más adelante a Londres, actuando en el circuito de teatros del West End.
Ella se casó con el actor y director Ben Webster en 1892, en la Iglesia de St Giles, en Londres, y en 1895 el matrimonio visitó los Estados Unidos, país en el que Whitty actuó en el circuito de Broadway. Tuvieron un hijo que falleció al nacer. Después tuvieron una hija, nacida en Estados Unidos en 1905, Margaret Webster, que fue una actriz teatral, y que tuvo doble ciudadanía, británica y estadounidense. 
Whitty continuó con su trayectoria teatral a lo largo de toda su vida. En marzo de 1910 hizo la transición a papeles de personajes de edad media y ancianas, encarnando a Amelia Madras en la comedia en cuatro actos de Harley Granville-Barker The Madras House.
En 1918, fue nombrada Dama Comendadora de la Orden del Imperio Británico (DBE, con el nombre de casada de Mary Louise Webster) en reconocimiento por sus actividades benéficas durante la Primera Guerra Mundial. Fue la primera actriz teatral y cinematográfica en recibir tal honor, junto con la cantante de ópera Nellie Melba, que también fue nombrada Dama en 1918.
Su primera actuación de importancia en Hollywood fue repitiendo su personaje teatral en el film Night Must Fall (1937), en el cual también trabajaban Robert Montgomery y Rosalind Russell, y por la cual fue nominada al Oscar a la mejor actriz de reparto. Gracias a ello obtuvo varios papeles secundarios en destacadas películas, entre ellos el de Miss Froy en la cinta de Alfred Hitchcock The Lady Vanishes (1938).
Whitty se asentó de manera permanente en los Estados Unidos en 1939 (aunque nunca llegó a tener la ciudadanía de ese país), trabajando como actriz teatral y cinematográfica, e interpretando habitualmente a viudas acaudaladas. Fue uno de esos papeles, el de Lady Beldon en La señora Miniver (1942), el que le valió su segunda nominación al Premio Oscar.
May Whitty siguió actuando a lo largo del resto de su vida, falleciendo en Beverly Hills, California, a causa de un cáncer, en 1948. Tenía 82 años de edad. Su marido había fallecido el año anterior durante una intervención quirúrgica.

## Filmografía
- Enoch Arden (1914)
- The Little Minister (1915)
- Colonel Newcombe, the Perfect Gentleman (1920)
- Keep Your Seats, Please (1936)
- Night Must Fall (1937)
- The Thirteenth Chair (1937)
- Conquest (1937)
- Volvió el amor (1938)
- Parnell (1938) (TV)
- The Lady Vanishes (1938)
- Mary Rose (1939) (TV)
- The Royal Family of Broadway (1939) (TV)
- Rake's Progress (1939) (TV)
- Raffles (1939)
- Return to Yesterday (1940)
- A Bill of Divorcement (1940)
- One Night in Lisbon (1941)
- Suspicion (1941)
- La señora Miniver (1942)
- Thunder Birds (1942)
- Forever and a Day (1943)
- Slightly Dangerous (1943)
- Crash Dive (1943)
- The Constant Nymph (1943)
- Lassie Come Home (1943)
- Flesh and Fantasy (1943)
- Madame Curie (1943)
- Gaslight (1944)
- The White Cliffs of Dover (1944)
- My Name Is Julia Ross (1945)
- Devotion (1946)
- Green Dolphin Street (1947)
- This Time for Keeps (1947)
- If Winter Comes (1947)
- The Sign of the Ram (1948)
- The Return of October (1948)

## Premios y distinciones
Premios Óscar
| Año  | Categoría               | Película          | Resultado |
| ---- | ----------------------- | ----------------- | --------- |
| 1938 | Mejor Actriz de Reparto | Al caer la noche  | Nominada  |
| 1943 | Mejor actriz de reparto | La señora Miniver | Nominada  |